# Pınar Demirok
Pınar Demirok (Fatih, 6 agosto 1991) è un'ex cestista turca.

## Carriera
Con la Turchia ha disputato i Campionati europei del 2015.